# 2017년 12월 죽음
다음은 2017년 12월에 사망한 저명한 인물 목록이다.
- 12월 4일
  - 예멘의 제1·2·3대 대통령 알리 압둘라 살레
  - 인도의 영화 배우 샤시 카푸르
  - 스페인의 정치인 마누엘 마린
  - 영국의 모델 크리스틴 킬러
- 12월 5일 - 루마니아의 국왕 미하이 1세
- 12월 6일 - 프랑스의 가수이자 배우 조니 알리데
- 12월 7일 - 중화인민공화국의 영화배우 장한
- 12월 8일 - 조선민주주의인민공화국의 축구인 윤명찬
- 12월 9일 - 대한민국의 정치인 오치성
- 12월 11일 - 미국의 군인 찰스 로버트 젱킨스
- 12월 16일 - 미국의 가수 킬리 스미스
- 12월 17일 - 대한민국의 독립운동가 권구원
- 12월 18일
  - 대한민국의 가수 종현
  - 대한민국의 개그우먼 최서인
- 12월 20일 - 대한민국의 가수 나애심
- 12월 28일
  - 미국의 배우 로즈 마리
  - 미국의 작가 수 그래프턴